# Amomum subulatum
Amomum subulatum és una planta de la família Zingiberaceae usada com espècia. Molts consideren que és un bon substitut del cardamom comú (que és de color verd).
Hi ha confusió referent a aquesta espècie tan exòtica. Molts creuen que és adient reemplaçar el cardamom verd pel negre creient que és un cas similar al del pebre, les varietats verda del qual, blanca i negra corresponen a diferents estats de maduració. El cardamom negre no és adient per a reemplaçar al verd. El cardamom verd és utilitzat en l'Índia per a plats de la cuina Mongol (cuina imperial), amb els seus matisos dolços, mentre que el cardamom negre és més adient per a plats forts, rústics i picants, on queda bé la seva fragància alcanforada.
Les beines de cardamom verd, igual que el negre, contenen de deu a quinze llavors de color marró amb una aroma que recorda a l'eucaliptus encara que més intens i dolç, cosa que no és així en el cardamom negre, doncs aquesta varietat té un aroma que recorda a la càmfora, i és més picant.
En cas d'utilitzar el cardamom negre, extreure les llavors i descartar les beines. Hi ha, no obstant això, gent que diu que és preferible tot just picar les beines senceres perquè puguin acomiadar la seva aroma, com es fa amb la varietat verda. Això va a gustos.
El cardamom blanc no és res més que la varietat original verda que les seves beines van ser sotmeses a un procés de blanqueig.